# 姜光平
姜光平，英文名：Martin Chiang（20世纪1930？—)，美籍华人航太工程师、企业家。美国舞蹈企业界唯一一位华人总裁。

## 生平
祖籍浙江象山县，父亲是国民党中等教育界元老姜绍祖。其父姜绍祖常年在北平工作并当选议员，姜光平故而于上世纪三十年代生于北平协和医院。
1949年随家迁居台湾。1951年赴美国留学，靠打零工完成学业。毕业于西雅图华盛顿大学获得土木工程学士学位。转赴纽约入纽约大学获机电工程硕士学位。再入南加州大学获得工程博士学位。
毕业后历任美国四大飞机制造商波音、洛克希德、格鲁门、休斯公司航太工程师长达三十余年，从事飞机、雷达研发制造和导弹防护工程。后引身而退航太研发，创办姜氏企业集团，赴加州投资房地产业，总部设于洛杉矶。
年过五十后，投身美国舞蹈业界，创办美国舞蹈公司（American Ballroom Company，简称ABC），是美国舞蹈冠军赛的发起人和赞助商。任ABC总裁，董事会董事。1995年，在美国杨百翰大学校园发起各阶段（青年组、专业组、业余组等）的舞蹈竞赛。2006年，将美国国内所有舞蹈冠军赛统一成“美国年度舞蹈冠军赛”，姜于是成为美国舞蹈业界历史上唯一一位华人总裁。2007年，又将“美国年度舞蹈冠军赛”更名作更为广泛的“美国舞蹈冠军赛”，如今被美国民众所熟知。姜是世界舞蹈总会的荣誉顾问，又任美国帝国舞协（United States Imperial Society of Teachers of Dancing ，简称USISTD）全国委员会委员和赞助人。

## 专著
- 《从穷留学生到美国ABC总裁：姜光平回忆录》